# 摩托車
（英語： 或 ），在台湾又称机器脚踏车，通称机车，在香港多称电单车，是指由动力装置驱动，具有两个或三个车轮的道路机动车辆，其最高设计车速超过50 km/h，或在使用内燃机时排量超过50 mL。如使用电力驱动，电机的最大连续额定功率总和大于4 kW。常见形式包括普通摩托车、踏板摩托车、公路越野摩托车、边三轮摩托车和正三轮摩托车等。
摩托车通常通过骑乘者的重心移动配合车把控制转向，多以两轮设计为主流，亦有三轮及其他结构形式。部分特殊用途的摩托车可能增加辅助轮，如为身心障碍者设计的车辆，或用于警务与军用任务的车辆，其车架可能附加侧车厢，形成边三轮摩托车。
现代摩托车的种类繁多，根据用途和设计可进一步细分为普通道路摩托车（Street Bike）、踏板摩托车（Scooter）、越野摩托车（Off-Road Bike）、赛车（如公路赛车和越野赛车）及特种用途摩托车（装有特种装备的摩托车）等。摩托车作为一种重要的代步工具，不仅在日常交通中发挥重要作用，在体育竞技、军事和商业用途中也占据一席之地。

## 歷史

### 试验及发明
在车辆历史上，腳踏車首先出現，之后是摩托車。世界機車的發源地在歐洲德國、法國、英國、義大利等國，以及美洲的美國。

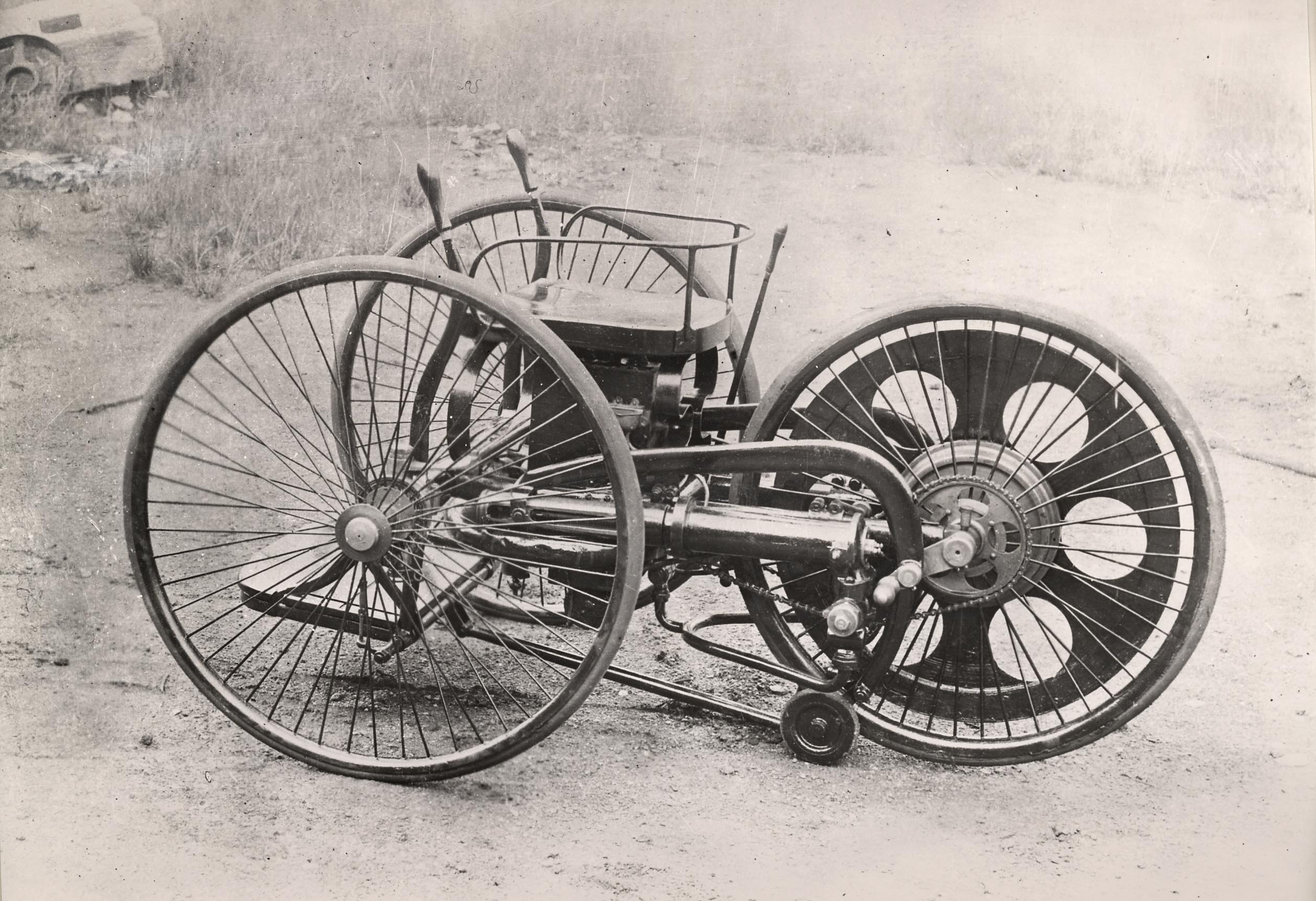
Butler Petrol Cycle

第一款面向市场的摩托车设计是1884年，英国的爱德华·巴特勒设计的三轮摩托车Butler Petrol Cycle。这款摩托车由一具八分之五匹（466瓦）600 cc 水冷四冲程引擎驱动，并由Merryweather消防车辆制造公司生产。但由于巴特勒没有足够资金，该款摩托车没有得到成功。

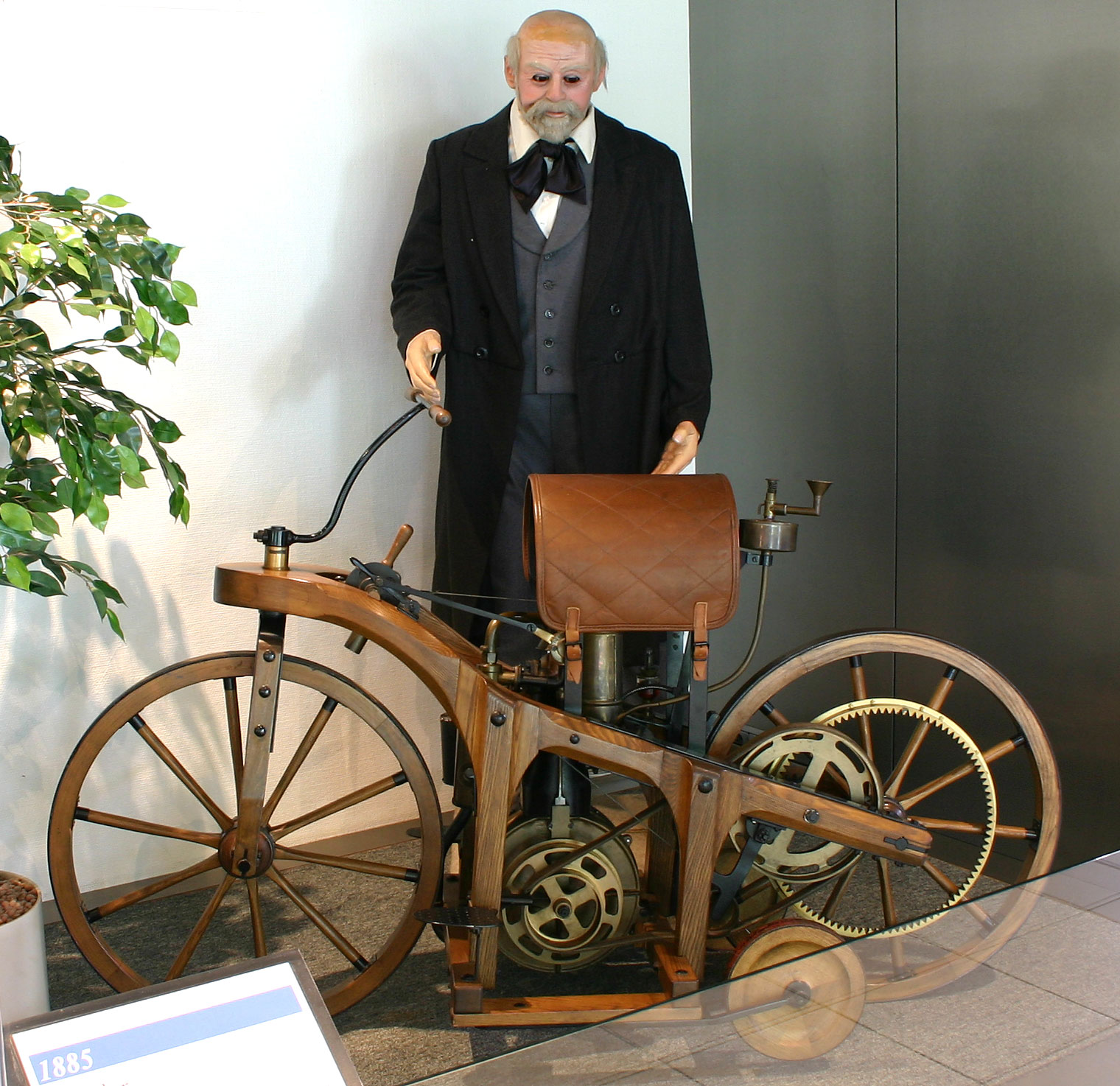
1885年戴姆勒摩托車原型

另一款使用内燃机的摩托车，是1885年由德国发明家戈特利布·戴姆勒（Gottlieb Daimler）和威廉·迈巴赫（Wilhelm Maybach）设计并制造的骑行车（Reitwagen）。这款摩托车相当于將一具汽油四冲程引擎裝在木製的兩輪車上，但它不同于当时的自行车：不透过倾斜车辆的方式产生离心力，并使车辆转向，完全没有使用于70年前研制出的自行车原理，与今天的儿童自行车相仿，它依靠侧面的两只小轮在转向时保持直立。这辆“摩托车”并非用作实际用途，而只作为两人研制内燃机的实验载体。
不过，在这两款摩托车发明之前，还有多款使用蒸氣引擎的摩托车、电动摩托车及使用柴油引擎的二轮车。如将此三类车辆也算作摩托车，则第一辆摩托车应为1769年由法國人尼可拉斯·庫紐制造的，使用蒸氣引擎的摩托车。

### 第一家摩托车制造商

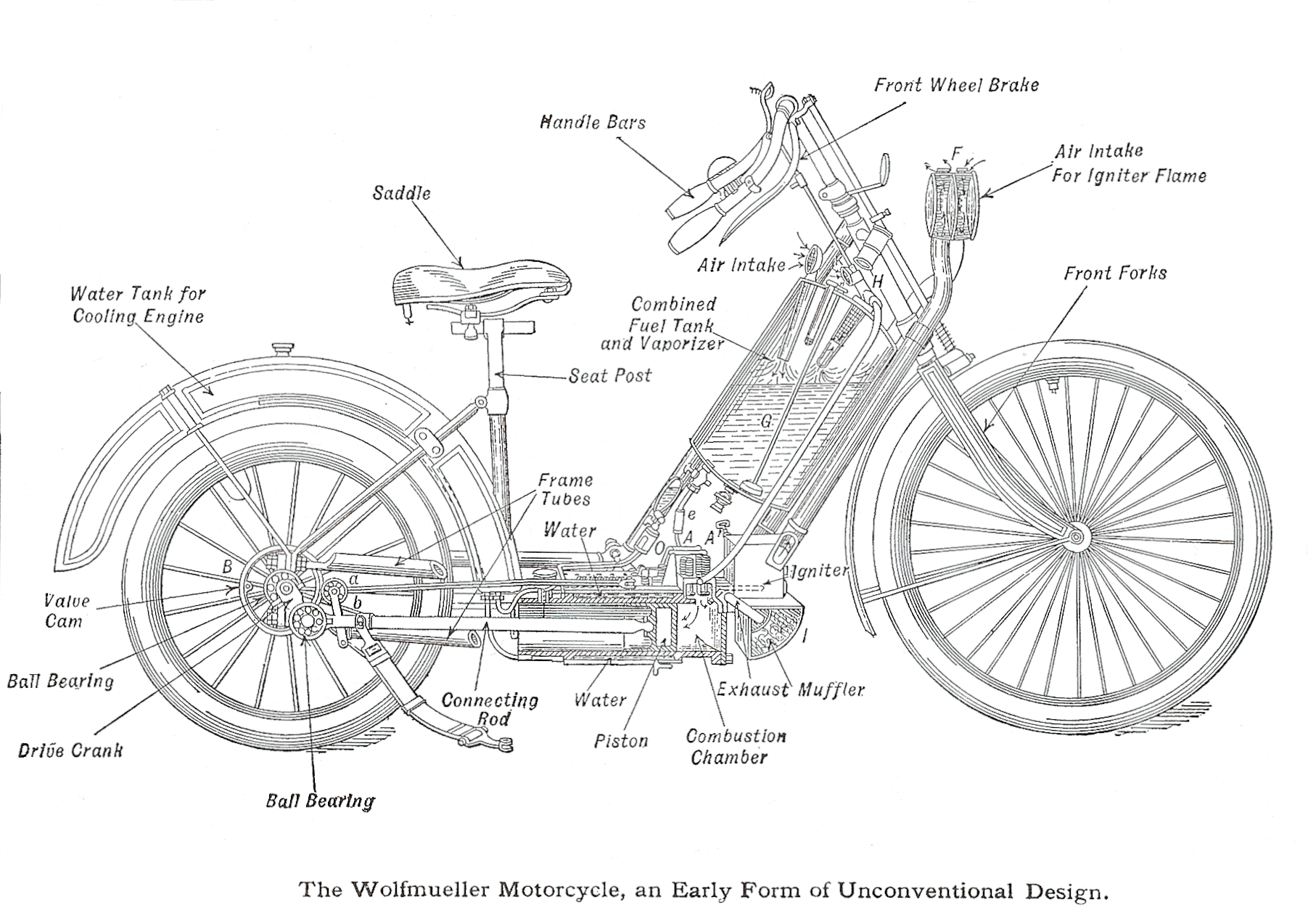
1894年Hildebrand & Wolfmüller摩托车图纸

1894年，德国的Hildebrand & Wolfmüller成为第一款公开发售的摩托车，并首次被称为“Motorrad（德语“摩托车”之意）”英国制造商Excelsior Motor Company于1896年开始制造一款自行研发的摩托车。
在摩托车发展历史的早期，不少自行车制造商都透过改造自家的自行车设计，以便于装上内燃机。随着引擎马力的加强及自行车设计的改变，摩托车制造商数量激增。同时，不少原先于19世纪研制摩托车的人士，例如戈特利布·戴姆勒、威廉·迈巴赫，大多开始研制汽车。
1903年，美国摩托车制造商哈雷·戴维森（Harley Davidson）成立，并开始制造摩托车。直至一战前夕，世界上最大的摩托车制造商为“印第安”（Indian）公司，每年生产超过20,000辆摩托车。

### 第一次世界大战

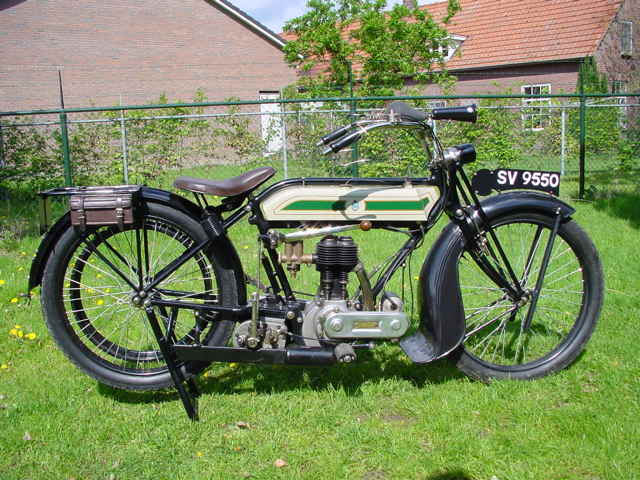
英国凯旋公司H型摩托车在战争期间得到大量军需订单

一战期间，由于战争中摩托车在前线通讯上作用极大，欧洲各国军方对摩托车的需求增大，摩托车产量再次激增。战场上的情报员逐渐从骑马转为骑摩托车。美国哈雷摩托车公司生产的摩托车中，有50%为战需品。英国的凱旋公司在战争期间向三国协约售出超过30,000辆H型摩托车。H型摩托车搭载499 cc（30.5 cu in）单缸风冷式四冲程引擎，后轮由皮带带动。这也是凯旋公司第一款不使用自行车踏板的摩托车。H型摩托车通常被认为是第一款现代摩托车。

### 战后发展
到1920年为止，哈雷摩托车成为全世界最大的摩托车制造商，其制造的摩托车远销67国。
1920年代末至1930年代，德国的DKW公司取代哈雷成为最大摩托车制造商。

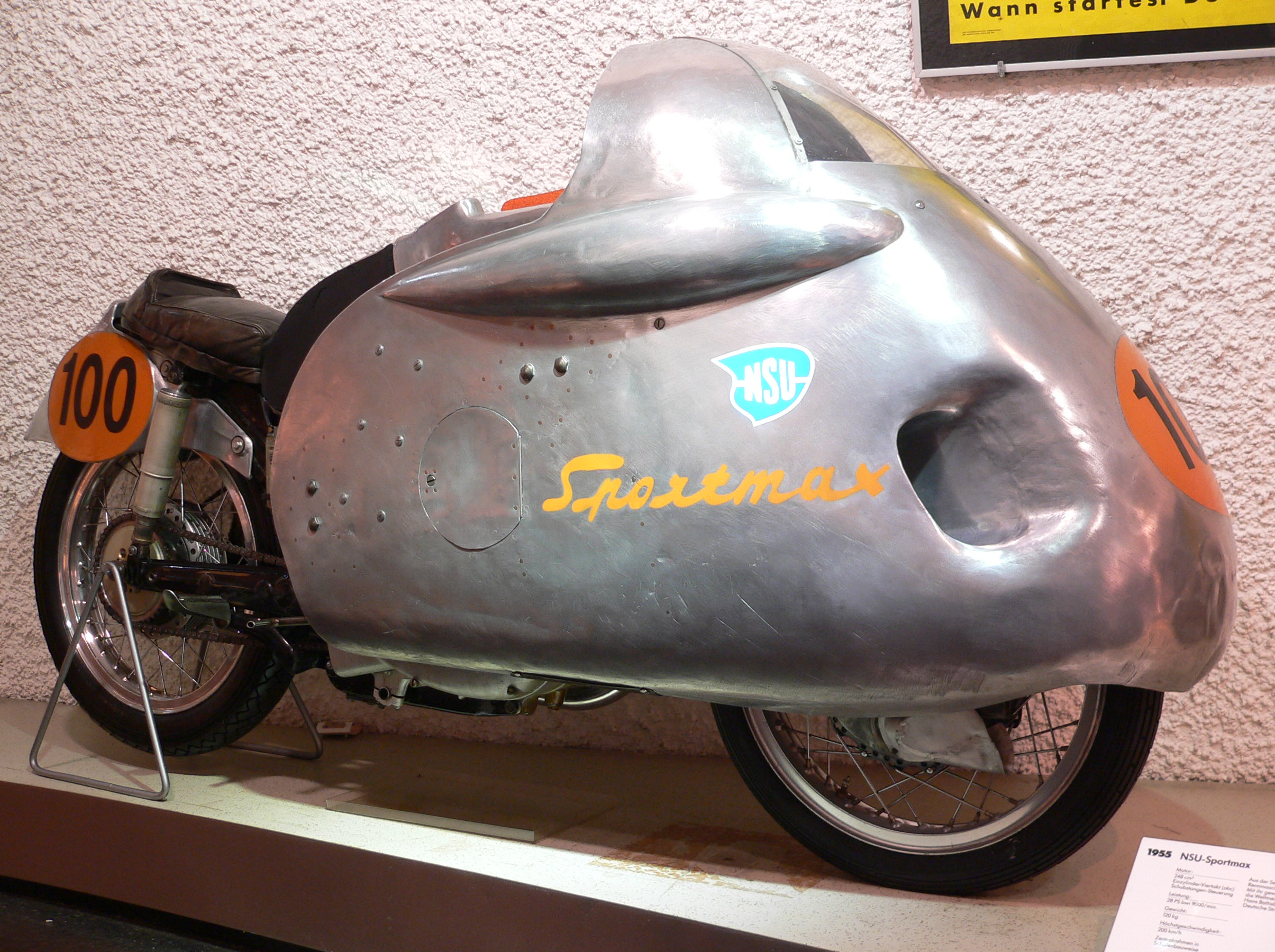
NSU Sportmax流线型摩托车，为1955年世界摩托车锦标赛250cc级摩托车的冠军

1950年代，流线型设计在赛事摩托车行业中突飞猛进，具有大型整流罩的摩托车成为当时摩托车设计的一大特点，其中NSU和Moto Guzzi两家公司成为流线型摩托车的领导者。
NSU的先进设计最多，但在4名NSU赛车手在1954年–1956年世界摩托车锦标赛中丧生后，NSU停止该类摩托车的设计，并不再参加世界摩托车锦标赛。1958年，國際摩托車賽車協會以安全為由，禁止選手在比賽中使用全包围型整流罩的摩托車。
1960至1990年代，小型二冲程摩托车在全球开始流行起来，其中一个原因是因为东德的沃爾特·卡登在1950年代发明的二冲程引擎。
日本的摩托车制造业源于1940年，由本田技研工业生产的“本田A型”机动脚踏车。1948年，本田公司正式开始生产摩托车。1950年代，日本摩托车制造业蓬勃发展，百余家厂商一拥而起，但这些厂商制造的摩托车基本全为仿造欧洲厂家的摩托车。1950年代，各家厂商逐渐发展出各自的风格，其中本田技研工业、雅马哈、川崎重工业、铃木汽车四家摩托车制造商逐渐在日本摩托车制造业中占据主导地位。四家公司制造的摩托车远销欧美、东南亚，逐渐使日本成为世界摩托车制造业的中心。目前，日本摩托车出口量位居世界前列。
1960年代，台湾各行业逐漸興起，機車成为主要交通工具，整體需求一再擴大。惟因外匯短缺，难以进口足够多的摩托车。政府乃鼓勵投資機車工業，並訂定自製率，且逐年提高。1961年11月，台湾三陽工業股份有限公司与日本本田合作，生产出台湾第一部摩托车。此后三阳工业开始產製50cc和150cc兩種機車，成為台湾第一家機車製造公司。之后，台湾摩托车制造业兴起，最高峰时有超过40家制造商。从1988年开始，台湾生产的摩托车出口至中国大陆。1993年，三陽工業在中國大陸湖南省建设第一家合资厂。
中国大陆制造的第一批摩托车，是在1951年7月8日，由北京第六汽车制配厂制造出的“井冈山”牌摩托车。该款摩托车仿造自德国迅达普K500型，使用双缸对置型四冲程风冷式发动机，气缸容积498ml，发动机功率11.8Kw，最高车速110km/h，自重195kg。在此之后，中国多个汽车制造厂纷纷制造出多种摩托车，由于多为军用，带有边车的摩托车占主要部分。改革开放后，国内涌现出大量摩托车厂商，但多为合资企业，其中与日本厂商合资的企业居多（如豪爵铃木、五羊本田、建设雅马哈）。2000年12月15日，由重庆宗申集团制造的第一辆宗申750出厂，这是中国第一款大排量公路赛车。2020年5月6日，春风动力发布公务车CF1250J，这是中国第一款量产的公升级车型。目前，中国是全球制造的摩托车总量最多的国家之一。

### 今天
在21世纪，摩托车行业主要由印度和日本的摩托车公司主导。除了大排量摩托车外，小排量（小于300 cc）摩托车市场也很大，主要集中在亚洲和非洲国家，由中国和印度生产。一个日本的例子是1958年的本田超级小巧摩托车（Honda Super Cub），它成为有史以来销量最大的车辆，到2008年4月已生产了6千万辆。
今天，这个领域主要由印度公司主导，Hero MotoCorp成为全球最大的两轮车制造商。它的Splendor型号至今已销售超过850万辆。其他主要生产商包括Bajaj和TVS Motors。

## 主要結構
早期的摩托车，即“机器脚踏车”，由双轮脚踏车改装而来，通过在其结构中增加一台内燃机（Internal Combustion Engine），实现了动力驱动的突破。早期摩托车的设计结构主要围绕三大系统：动力系统、传动系统和结构与悬挂系统展开。这些系统的设计理念直接受汽车制造技术的启发，并随着工业技术的进步不断演化。
现代摩托车已从这些基础系统出发，扩展为一套更加完整的技术体系，包括制动系统、电子设备与智能化系统等，全面提升了性能、安全性和驾驶体验。

### 动力系统

#### 早期结构
动力系统核心为内燃机，包括气缸、曲柄箱、活塞、连杆，以及供燃料的化油器（Carburetor）、发火装置（Ignition System）、润滑装置和冷却系统。

#### 现代发展
- 燃油喷射系统（Fuel Injection System）逐步取代化油器，显著提高燃烧效率，减少排放。
- 点火系统升级为电子点火（Electronic Ignition），实现更高的点火精度与可靠性。
- 混合动力（Hybrid）和电动动力系统（Electric Drive）开始普及，成为可持续交通的关键方向。
- 汽车发动机技术的进步（如涡轮增压、直喷技术）在摩托车动力单元中逐步应用。

### 早期结构
动力通过离合器（Clutch）传递到齿轮变速器（Transmission System），再由链条、皮带或传动轴（Drive Shaft）传递至后轮。

#### 现代发展
- 自动变速器（Automatic Transmission）和双离合变速器（Dual-Clutch Transmission, DCT）逐渐应用，提升驾驶便捷性。
- 高性能链条和碳纤维皮带显著提升了传动系统的耐久性与效率。
- 一些高端车型采用了汽车变速箱中的先进控制技术，如电子换挡逻辑和智能扭矩管理。

### 底盘与悬挂系统

#### 早期结构
车架由钢材构成，配备钢丝轮、橡胶轮胎，以及基本的前叉（Front Fork）和把手（Handle Bar）。

#### 现代发展
- 车架材料升级为铝合金、碳纤维等轻量化高强度材料，结构设计更加符合空气动力学原理。
- 悬挂系统采用液压减震（Hydraulic Suspension）和倒置前叉（Inverted Fork），进一步提升舒适性与操控性。
- 汽车底盘技术（如自适应悬挂系统）逐渐被移植到高端摩托车中。

### 制动系统

#### 早期结构
简单的机械制动装置用于车辆减速和停车。

#### 现代发展
- 碟式制动系统（Disc Braking System）已逐渐普及。
- 防抱死制动系统（Anti-lock Braking System, ABS）和电子制动分配（Electronic Brake-force Distribution, EBD）技术广泛应用。
- 借鉴汽车的电子稳定控制系统（ESC），摩托车的制动安全性和操控性能进一步提升。

### 电子设备与智能化系统
- 配备电子燃油管理系统（Fuel Management System）、骑行模式选择（Riding Modes）、电子稳定控制系统（Electronic Stability Control, ESC）。
- 智能仪表盘整合导航、胎压监测、油耗统计、引擎状态监控等功能。
- 通过蓝牙连接，实现与手机和头盔通讯设备的互联，进一步拓展为智能驾驶的人机单元。
- 部分先进车型配备了自动驾驶辅助系统（如车道保持辅助、碰撞预警）。

摩托车从最初的三大系统框架发展为今日涵盖动力、传动、结构、制动及智能化技术的完整体系，其技术发展直接受益于汽车制造领域的创新成果。摩托车继承了汽车工业中的核心理念与航空工业的先进技术，在轻量化、高性能与灵活性方面独树一帜，在日常出行、运动竞技以及可持续交通中发挥着不可替代的作用。

## 類型
各国法律对摩托车的分类方式多以其排量（立方厘米（cc））、最高速度为分类标准。若根据摩托车的用途及外观分类，大致可分为以下数种：

### 街車

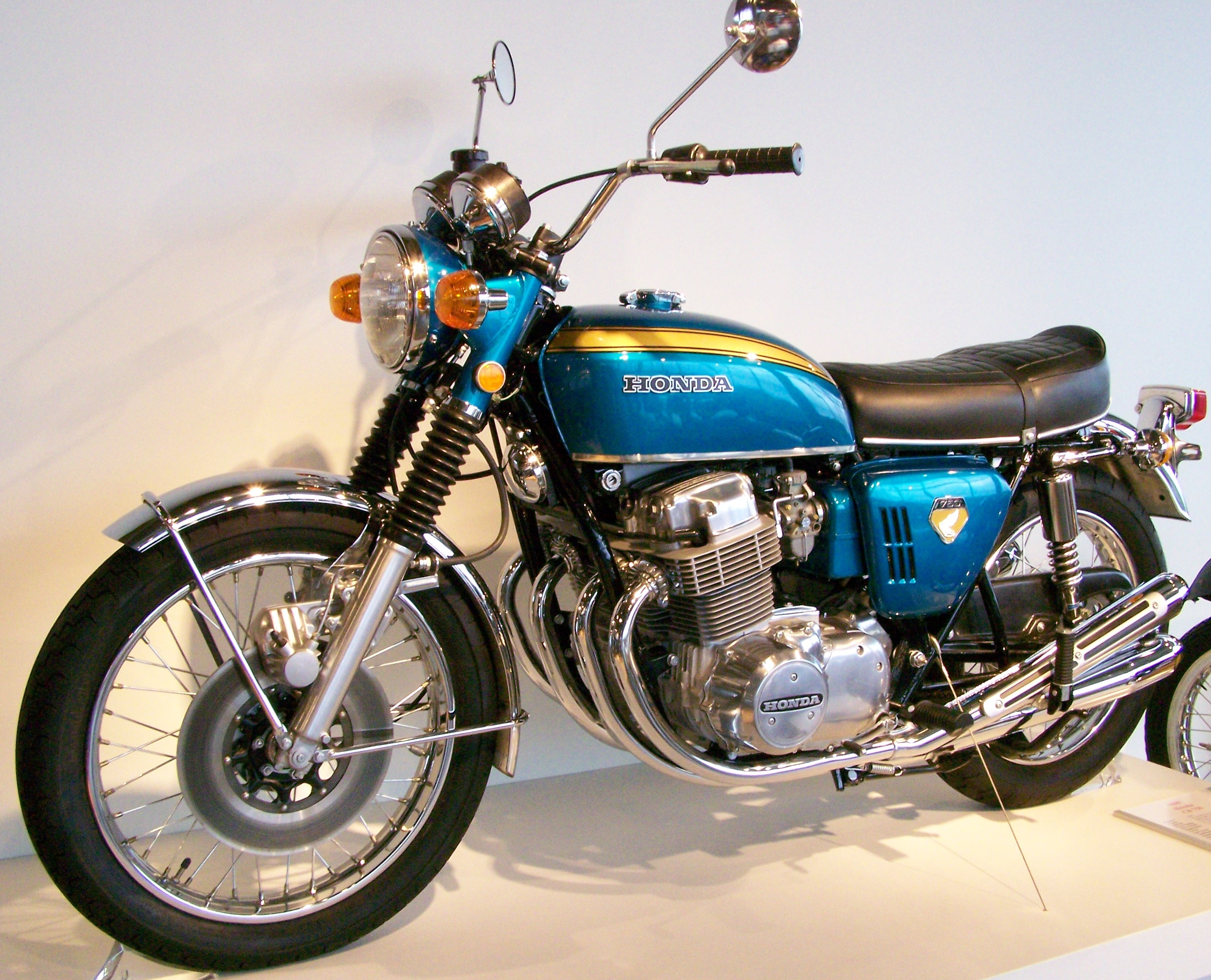
本田CB750 Four被视作“通用日本摩托车”的先河

街車指适合在城市道路上日常驾驶的摩托车，较注重实用性和可操纵性。外观设计上，街車多装备一體式座椅和较高的把手，使驾驶姿势更为自然。车头用于整流的风镜相對少見，面积相对较小，部分款式甚至無車頭整流裝備。由于街车零部件常常裸露在外，故在日本有Naked（裸露的）之稱呼，或簡稱NK車種。在中国大陆，随处可见的“跨骑车”便属街车。街车也有运动性能较强的款式，但在高速行驶中，由于风阻较大，驾驶者会较为不适。
1970年代，美国摩托车杂志《Cycle》创立术语“通用日本摩托车”（Universal Japanese Motorcycle），用于描述由日本厂商制造的经济型摩托车。通用日本摩托车是街车的一种，因其燃油经济性，而一直在世界各地盛行。

#### 摩托化自行车
又称为“原付车”（意为带有发动机的二轮脚踏车）、“助力车”，是一种轻便摩托车，排量及耗油量较低。由于此类摩托车的引擎只做为一种动力方式（另一种为脚踏动力），因此被译为“摩托化自行车”。

#### 包廂車
德國BMW公司於1990年代中開發出新款摩托車。附設塑鋼車身殼、有車門之一人摩托車，內有空調，熱天可於車內施放冷氣，頗為舒適。

### 跑車

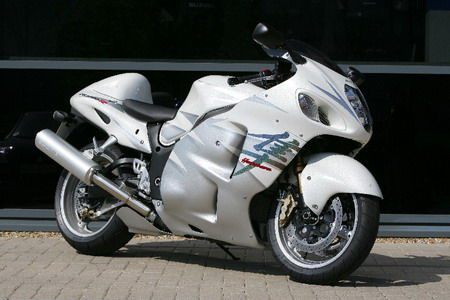
隼

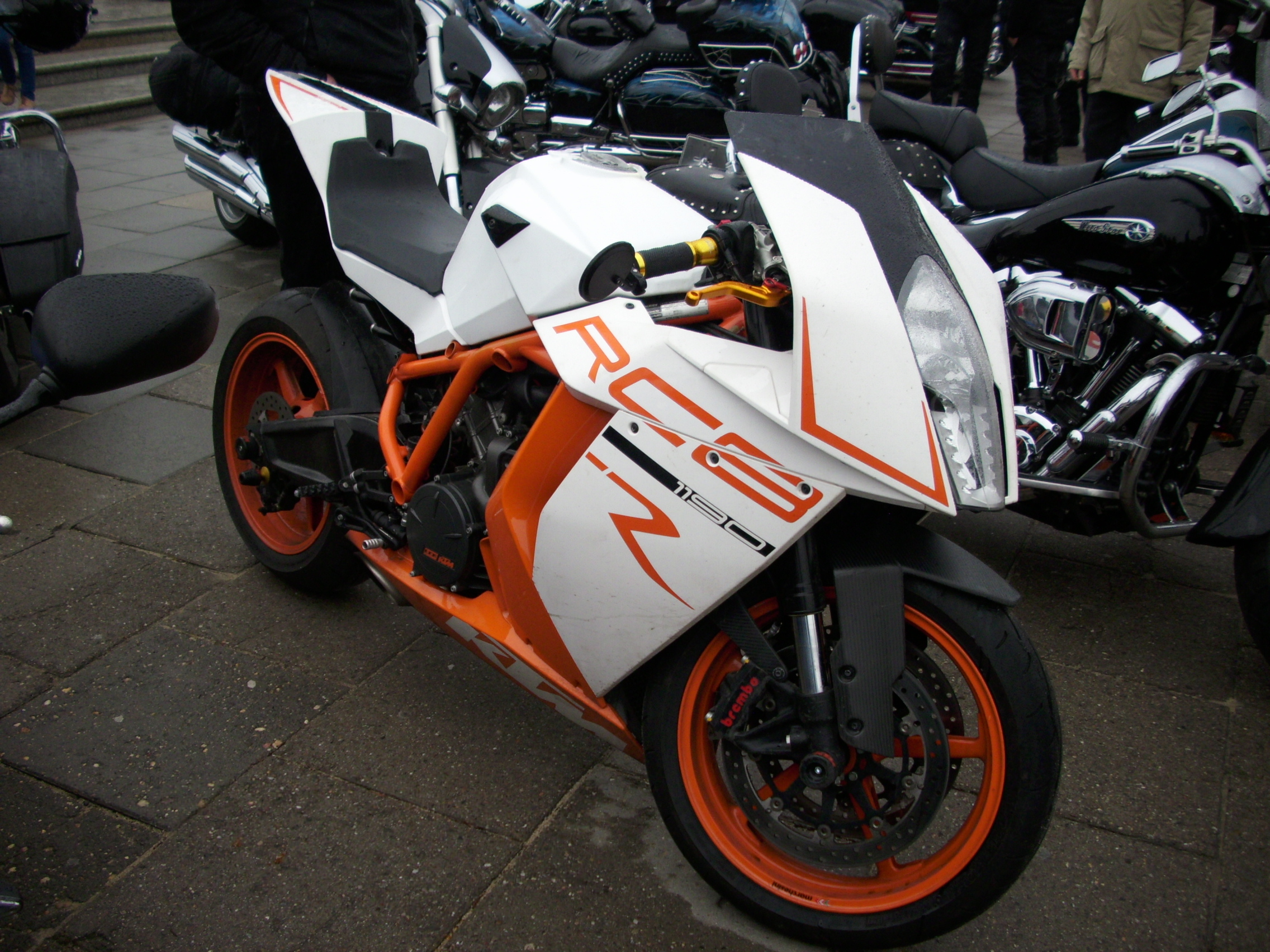
KTM 1190 RC8摩托车是一种跑车（运动型摩托车）

又稱為“仿賽”（英語：Race Replica）、“趴赛”（中国大陆），是指在道路上拥有较高最大速度、加速度、制动性能、转弯性能的摩托车，其耐用度、環保性、驾驶舒适性低于街车。在外观设计上，跑车大多装有大面积的车壳，并装有面积较大的车头风镜。为减小风阻以增加速度，跑车驾驶者需将身体向前倾，或是完全靠在油箱上。因把手位置较低，在中国大陆也被称作“趴赛”。也有部分摩托车赛事用经改装的跑车来比赛，如超級摩托车锦标赛（WSBK）、美國超级摩托车锦标赛（AMA）。
亦有獨立於市售車之外的純種賽車競賽：世界摩托車錦標賽 MOTO GP，該車輛坊間稱為"廠車"，該車造價超過一百萬歐元，為各家製造商比拚技術力的結晶，各家廠商各有其獨門造藝於此，是摩托車的最高殿堂，並有因排氣量分為三種等級的錦標賽(1000c.c./765c.c./250c.c.)。

### 巡航車
巡航车（英語：Cruiser），又稱為美式巡航車、美式機車或美式嘻皮車，是指于1930年代源于美国的一种排量较大、车重较大的摩托车。巡航车通常把手较高、踏板靠前，驾驶者通常需将手和脚向前伸，同时后背直立或向后仰。最具代表性的品牌為美國哈雷·戴维森（Harley-Davidson）。美國新聞界常将此类摩托车称为地獄使者（Hell angels）、奔雷者（Thunder runners）。1980年代，巡航车被引入日本，多家厂商开始制造巡航车，并出口至世界各地。日本的部分摩托车制造商也将巡航车进行改造，改为排量较小、造价便宜的款式，这种摩托车马上在东南亚地区受到欢迎，在中国大陆被称作“太子车”。
在美国，巡航车通常被分为Bobber、Chopper、Bagger三种。

### 越野車

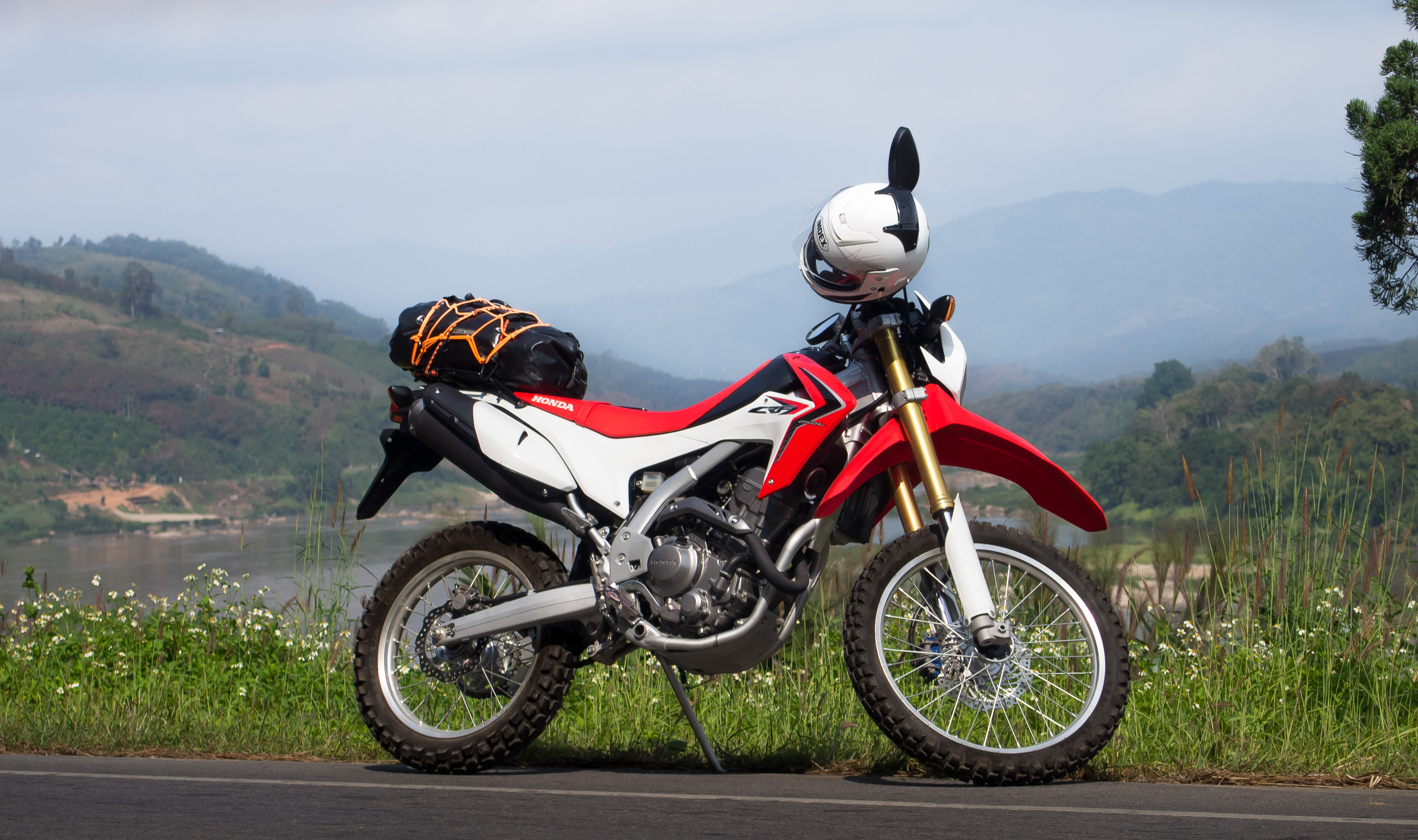
本田CRF250L越野摩托车

越野車是指可在各种地形上行驶的摩托车。越野车通常较轻，设备较少，具有較長的避震行程、较高的离地间距（因而在中国大陆被俗称为“高赛”），轮胎常使用抓地力较大的深纹路胎（巧克力胎）。引擎排量较小，但由于车身轻便，其加速度较大，同时对低速扭矩要求较高。越野车適合行駛於野外及山區，為多國陸軍、山區野外工作者、極限运动者使用。
越野摩托车可细分为场地越野车（Motocross）、林道越野车（Enduro）、长距离越野车（Rally raid）、障碍攀爬越野车（Trail）、场地滑胎车（Track racing）四种。

#### 滑胎車
滑胎車指將一般越野車前21吋後18吋或19吋深纹路胎（巧克力胎）改成前後17吋的公路用胎，並將後齒盤縮小，以利於公路上行走的車種。
滑胎是屬於一種過彎技巧，利用越野車輕易操控的機動性及長行程的避震，高速行驶并煞車，使車子重心改變，形成車尾擺動的過彎駕駛技術。駕駛者必須在進彎前用比其他車種更快速度進彎並重煞，讓重心向前轉移，並連續退檔後快速傾斜車身，利用檔位的速差並加上後煞及半離合控制後輪轉速讓後輪在路面滑行，最後再利用前輪反胎來修正出彎角度，進而達到更快的過彎的效果。

### 踏板式摩托车

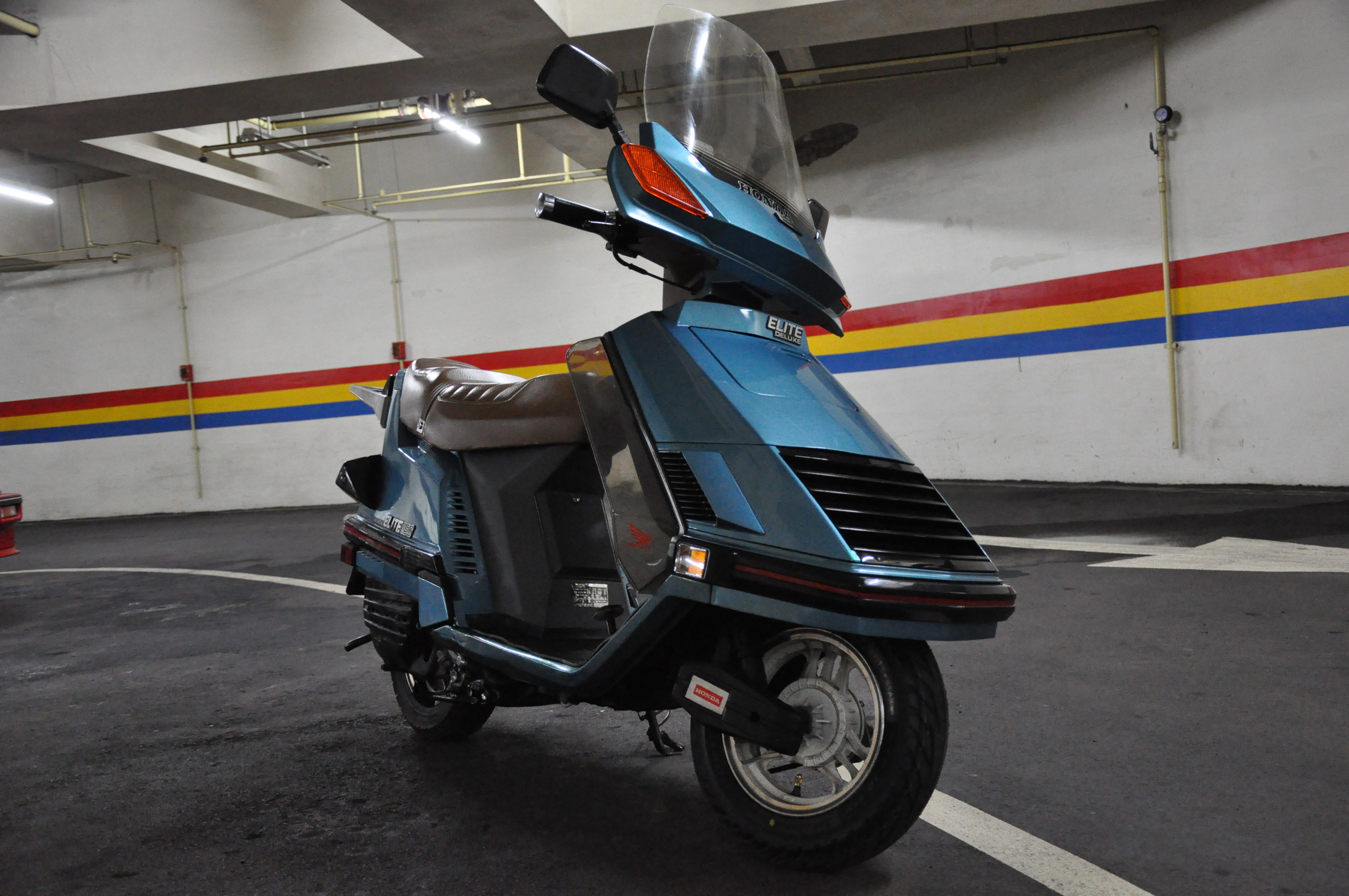
名流150速克達

踏板式摩托车源於義大利伟士牌（Vespa）的踏板式摩托车，最大的特點是使用，傳動系統通常為无段自动变速器（CVT），因1950年代愛情文藝電影《羅馬假期》，男影星葛雷哥萊·畢克載公主奧黛麗·赫本歡樂遊玩羅馬景點而聲名大噪。
踏板式摩托车最大的優點在于所需的操控技術門檻較低，會騎腳踏車的人很快就能上手，大部分的車型座位底下設有置物箱，歐洲人喜歡在後方加裝後置物箱增加置物空間。
由於速克達的機動性高和成本低，在东南亚及臺灣是常見的代步工具。在臺灣，由于人口密度高、平地不降雪不結霜、車輛擁擠、速克達機動性高、車輛稅制等因素非常適合使用速克達。速克達早期在臺灣問世原本是為女性設計的，因為操作相對手动档簡易，因此成為目前兩輪燃油車輛主流形式。
速克達缺點是車齡達10年左右後，內部機器套件容易損壞；但若檔車內部機器套件鋼性強保養得好，可以騎到20年以上。

### 雪地摩托車
又稱為雪車，是專為雪地環境而開發出來的車型，其驅動方式為座下引擎運轉帶動下方履帶與地面摩擦產生移動，且配合前面橇板機制，滑行於雪上。此車型之傳動系統通常為CVT。雪地摩托车最早由加拿大庞巴迪公司制造出来。

### 三輪車
是指拥有三个车轮的摩托车。在东南亚地区，三轮车被普遍用於貨運、客運。原產於印度的Bajaj和加拿大有一种三轮叫庞巴迪。

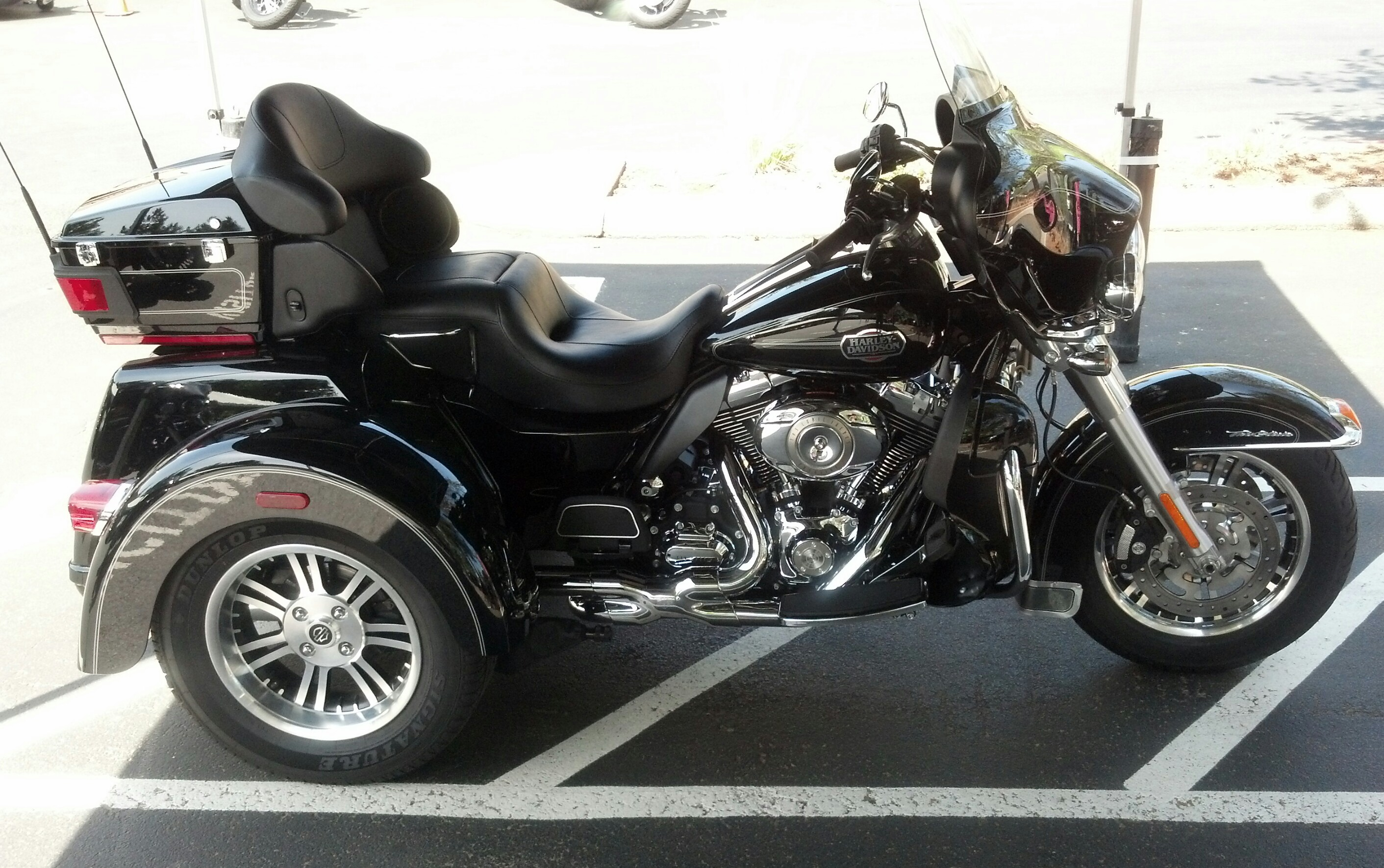
哈雷·戴维森 Tri Glide Ultra Classic三轮车

#### 邊車

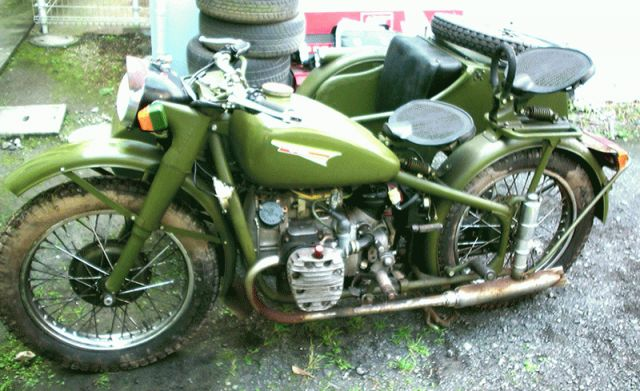
长江750边三轮摩托车

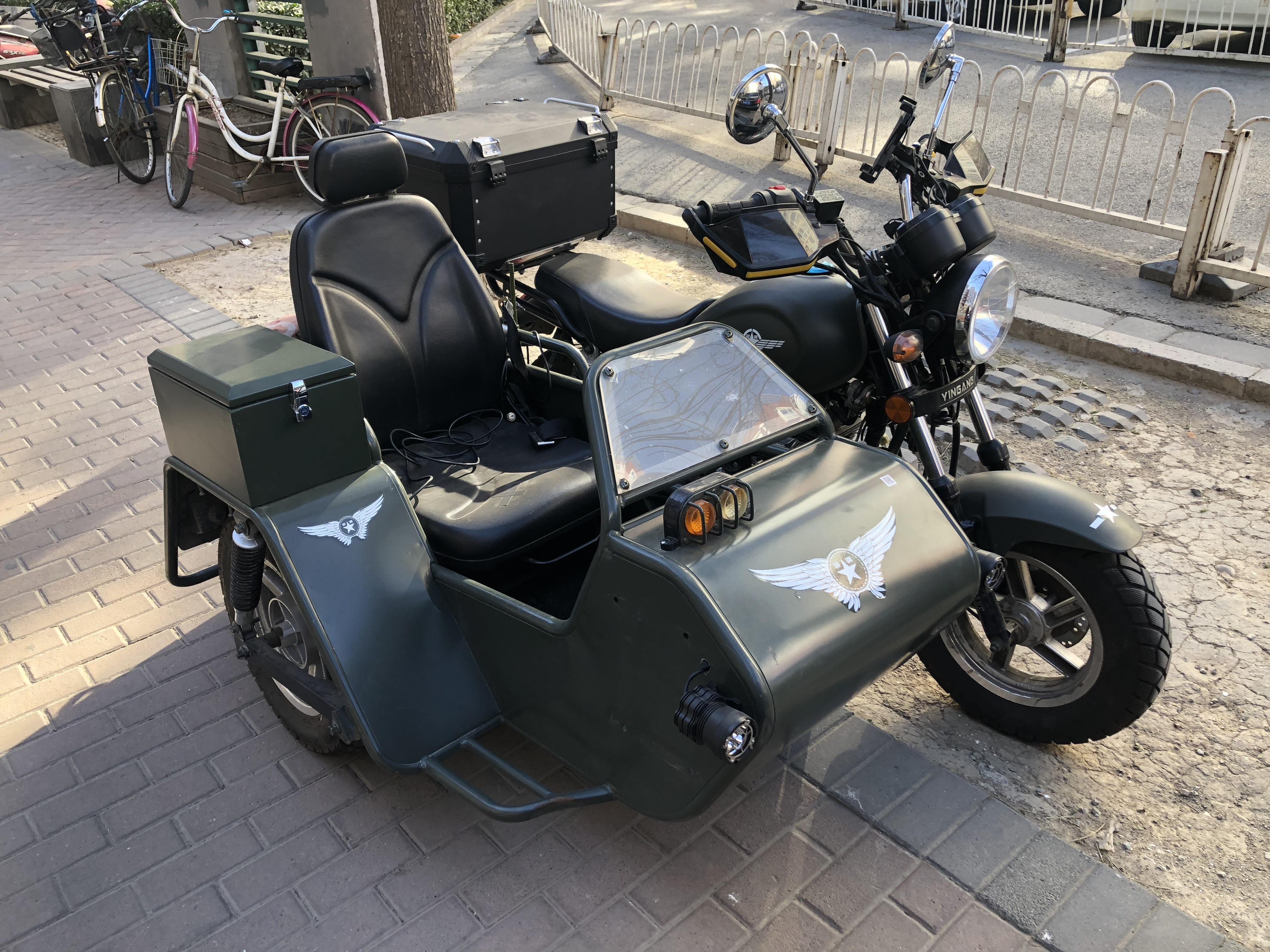
重庆邊車

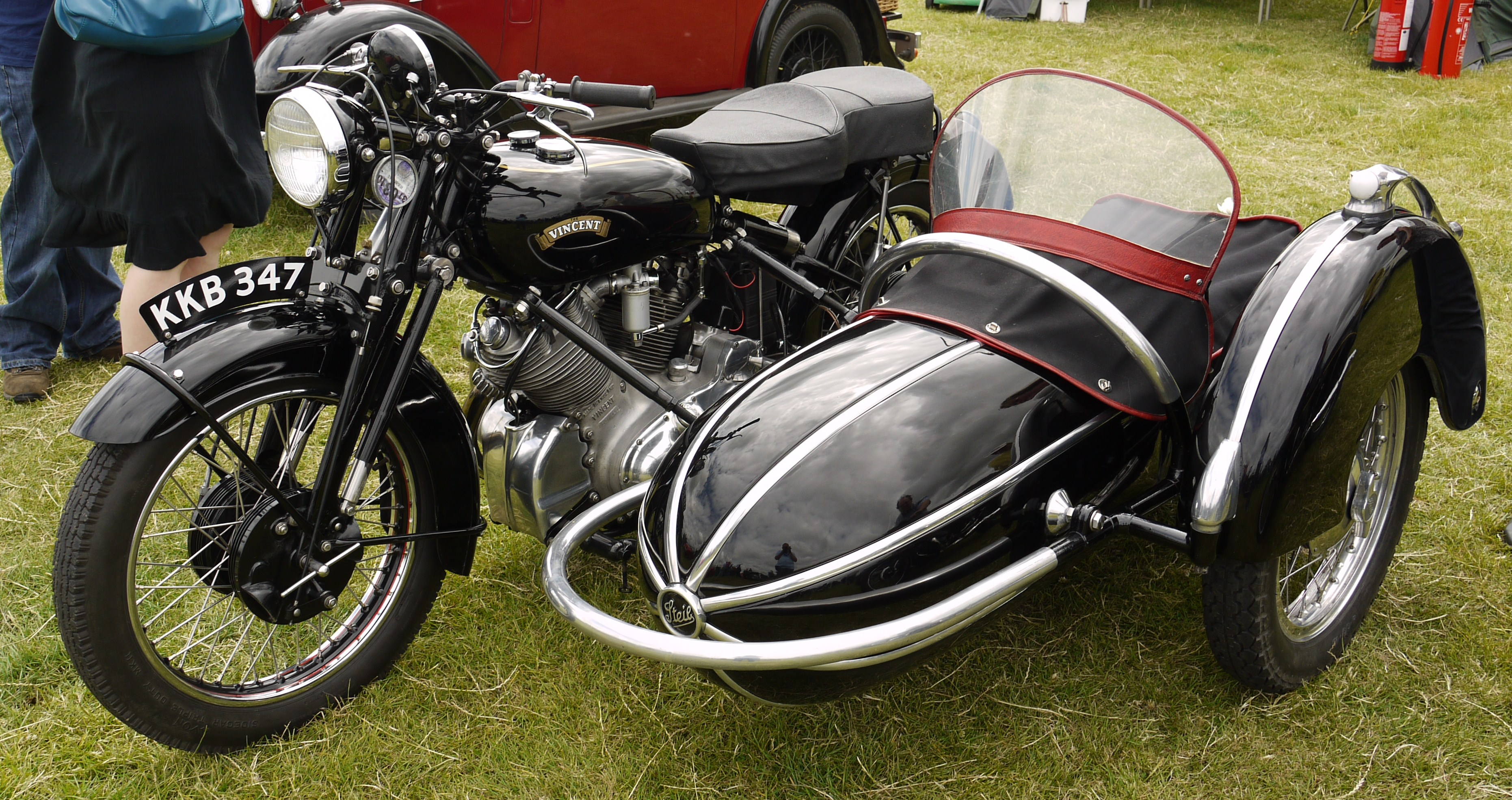
英國邊車

边车是指在现有二轮摩托车的车侧加装一个乘客座位的摩托车，源於第二次世界大戰德国、日本、苏联等国陸軍使用的機械化交通運輸工具，兩人雙併側座，一為駕駛兵，另一為射擊兵。
如今，边车常在陆军、巡警队中使用，以方便行动。邊車亦被用於照顾身心障礙人士中行動不便者，他們的機車通常左右會各裝一個邊車，用來輔助他們，方便他們騎乘。
中國大陸制造的第一辆摩托车“长江750”即为边车。中国大陆稱此類車為側三輪摩托車，亦俗稱“邊三”、“挎子”或邊三輪摩托車、挎斗摩托。

#### 倒三輪車

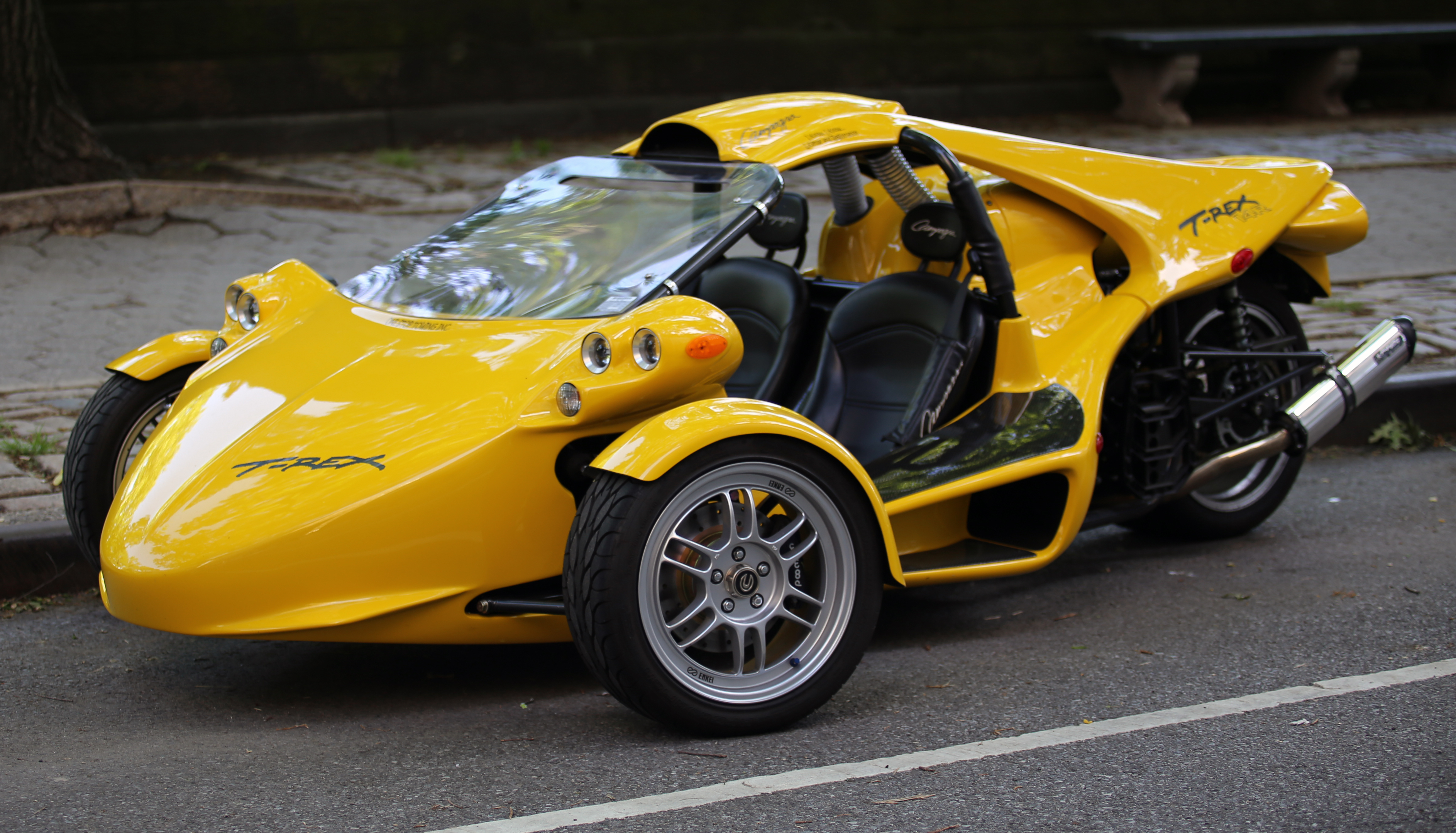
Campagna T-Rex倒三輪車

倒三輪車是指具有两个前輪和一個后輪的三轮摩托車，源于意大利比亚乔公司制造的Piaggio MP3。倒三轮车利用平行四边形机构，保证与两轮摩托车一样的驾驶感受，同时提高摩托车安全性，同时亦可在低速行驶时锁定四连杆机构，使驾驶者不用脚触地也能平稳停车。典型倒三輪車如Can-am公司出品的SPYDER、比亚乔公司的mp3、庞巴迪的Spider。

### 复古车

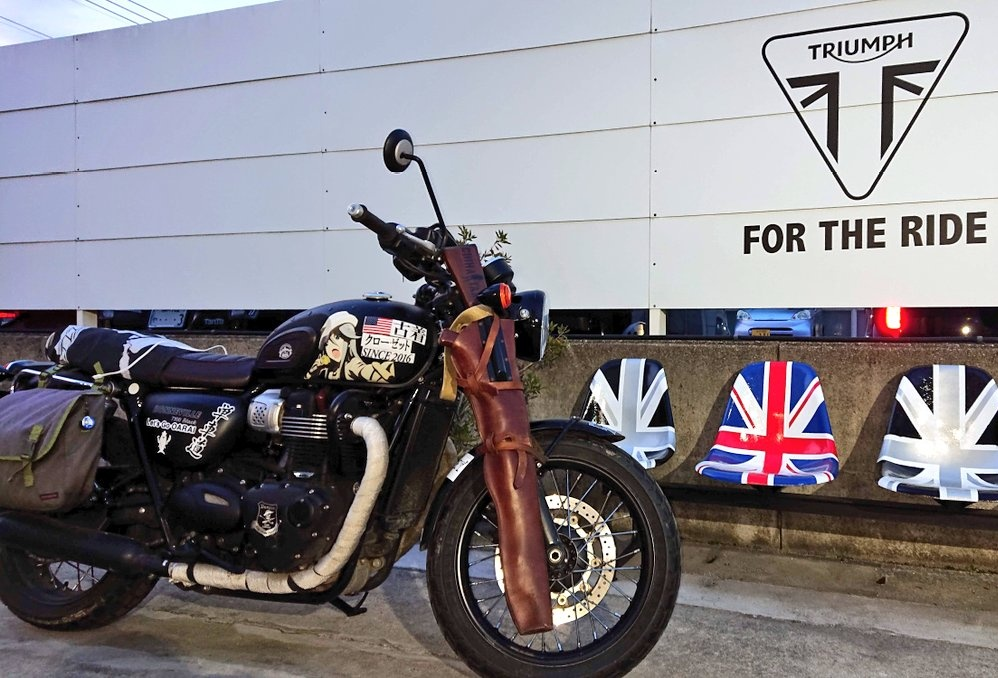
经典设计摩托车

是指模仿旧式摩托车设计风格而设计并制造的摩托车。

### 電動車
由电动机驱动的機車，通常配備高容量電池以利長途使用。

### 賽車

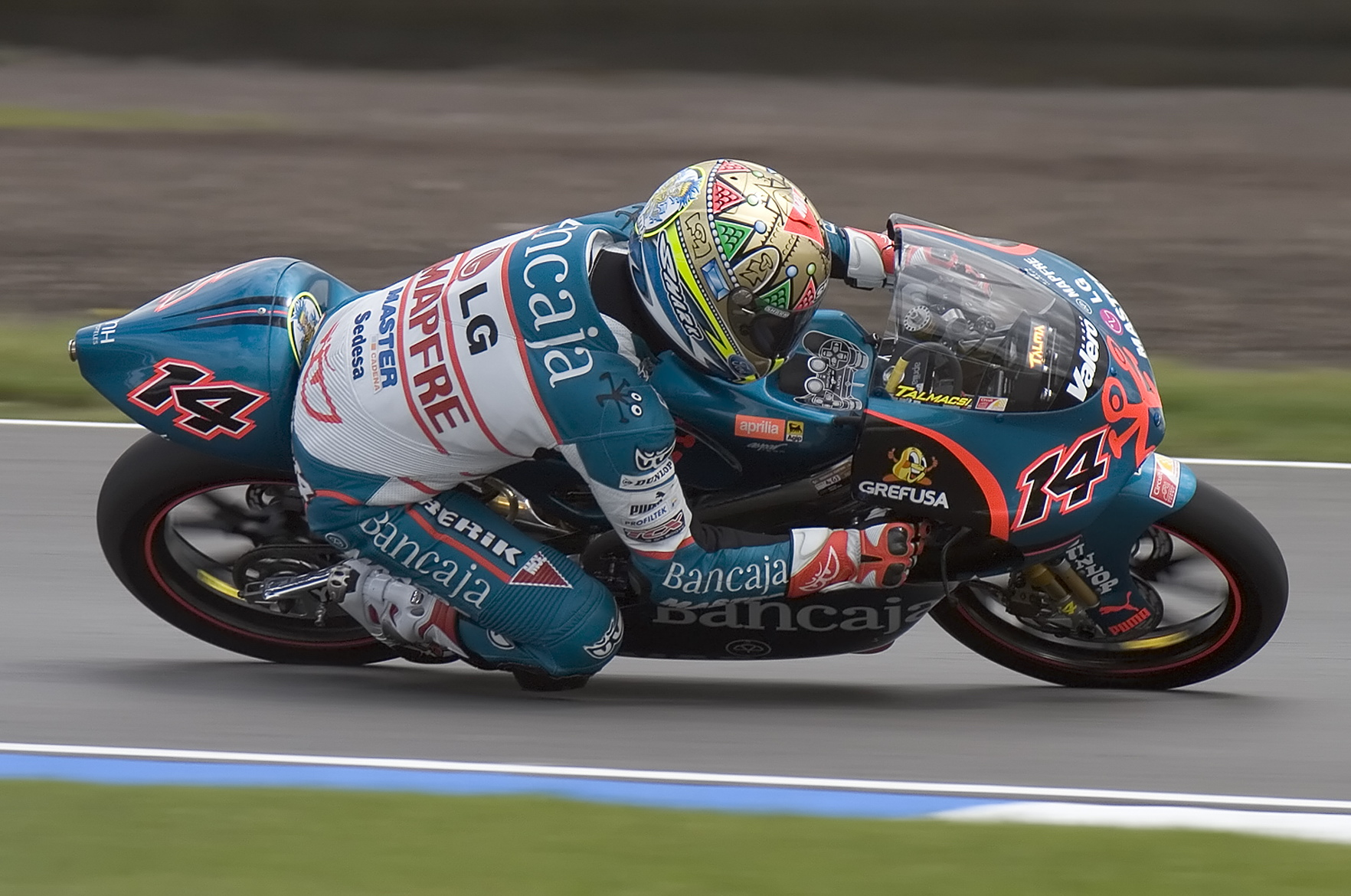
来自本卡雅·阿斯帕车队的，骑着Aprilia125 cc.摩托车的匈牙利籍14号车手喀波尔·泰玛斯获得在唐宁顿举办的2007年英国大奖赛冠军。图为在第二阶段比赛时的场景

又稱為工廠賽車，是指摩托车制造商專門為比賽而特別生產的摩托車，注重性能，而不注重耐用度及環保，並不適合在一般道路上行駛。MOTO GP为一项以原装赛车来比赛的摩托车赛事。

## 摩托車的社會議題

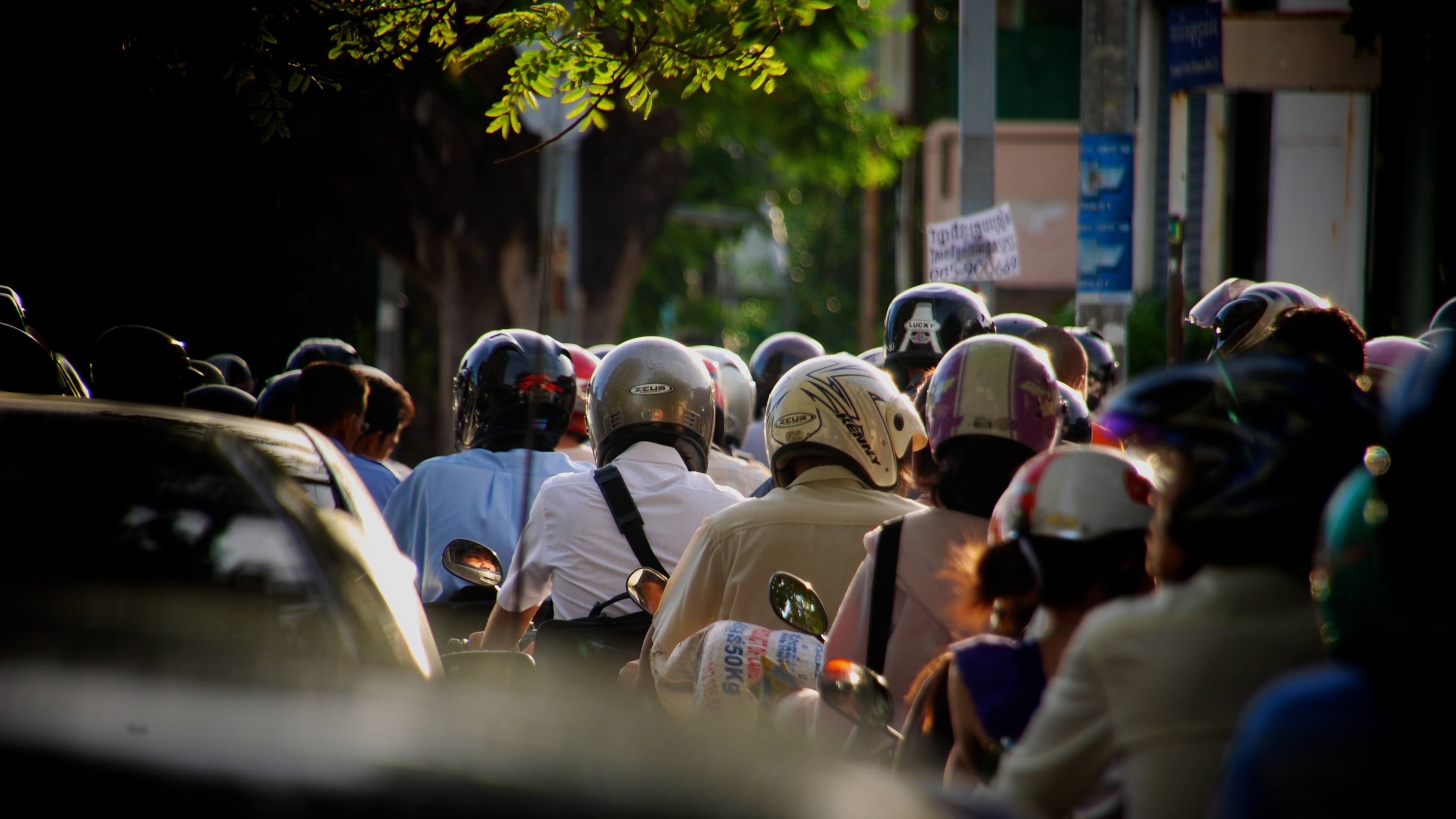
柬埔寨金邊下班時的機車潮

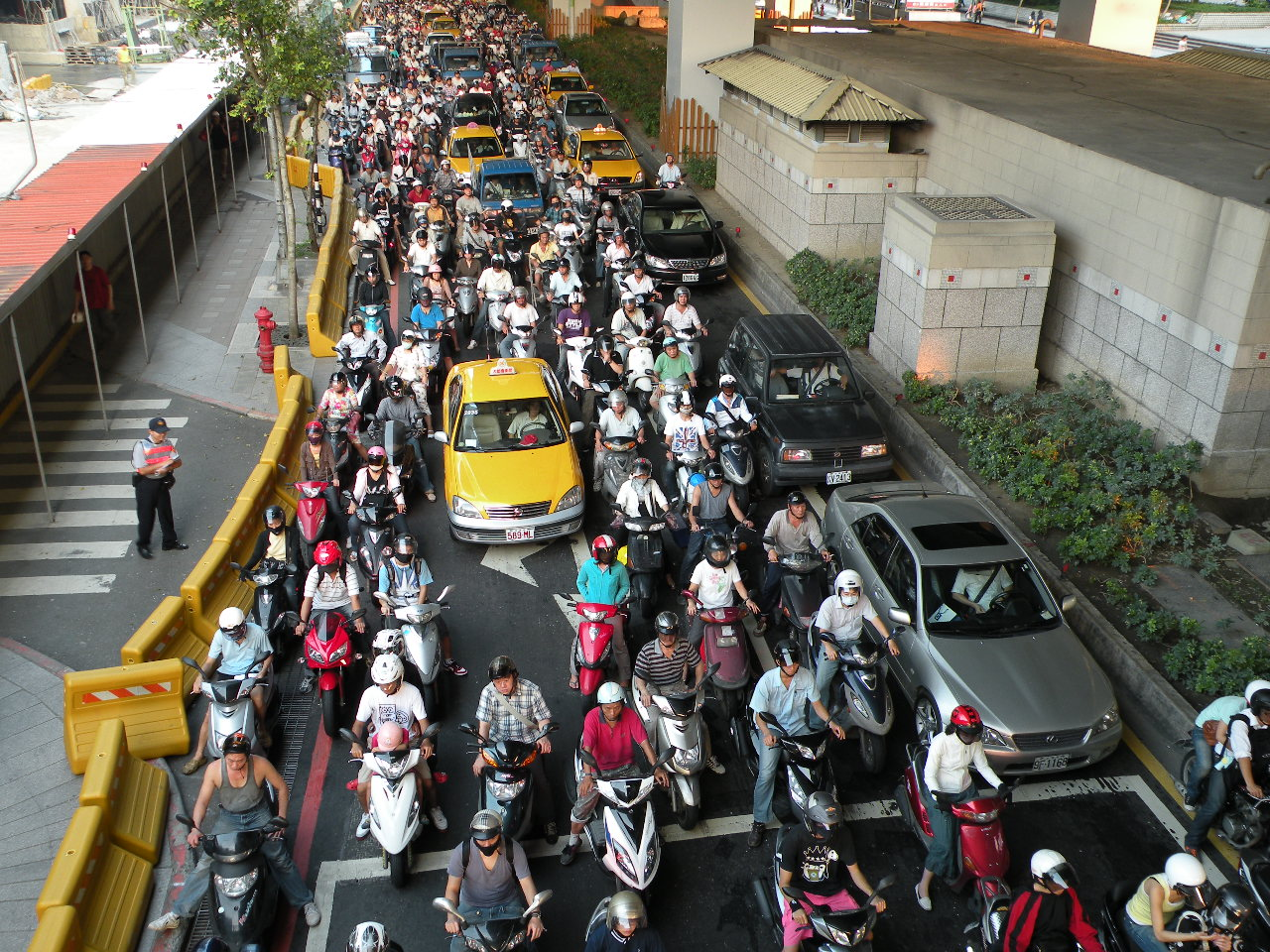
摩托車是台灣都市居民常用的交通工具。

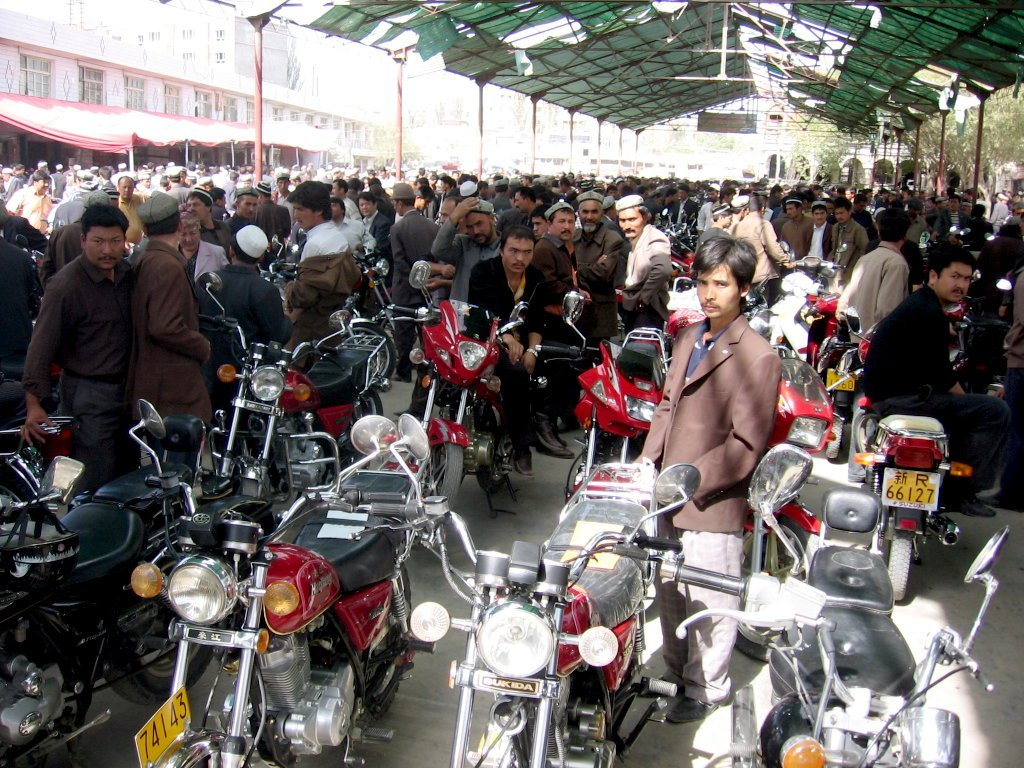
新疆和田的機車市場

### 摩托車的數量

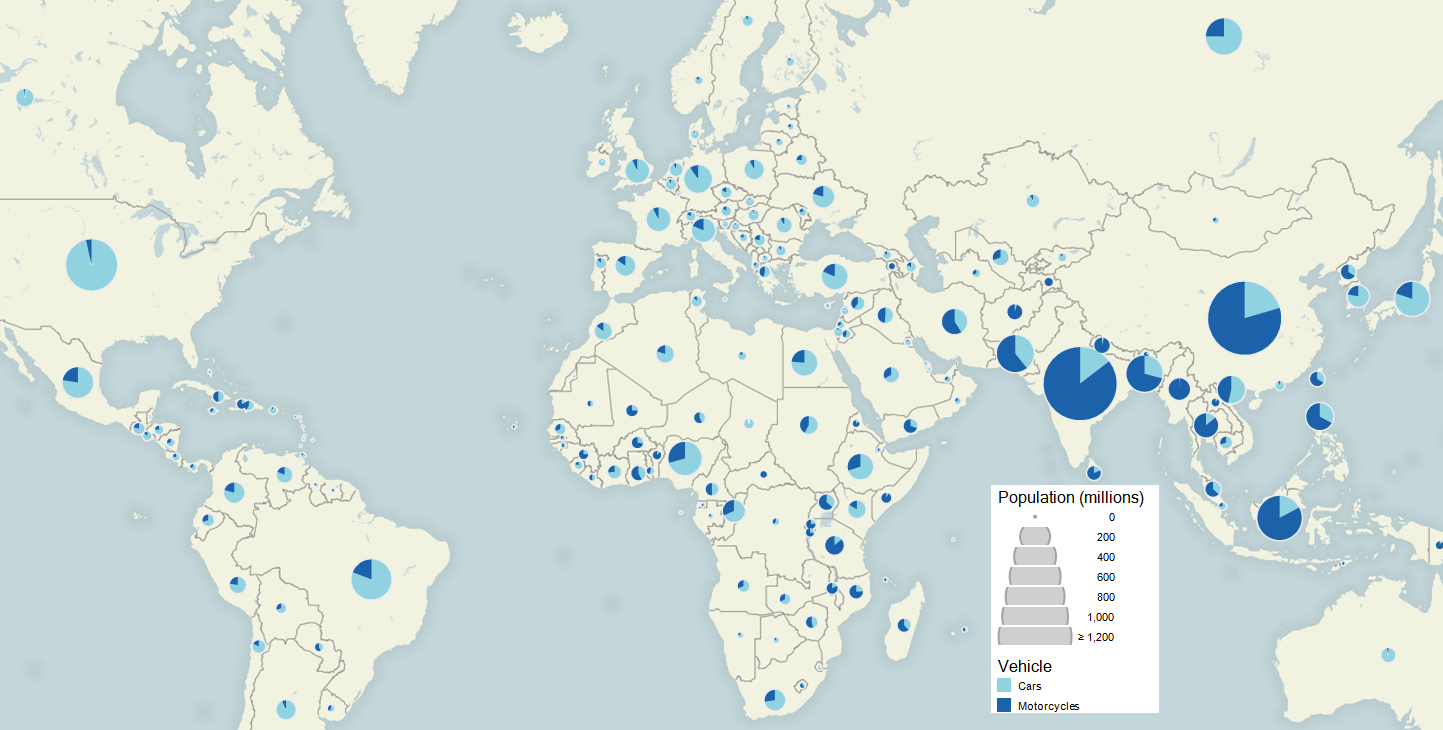
全球機車數量分布（2010）

根據在世界各國的機車數量分布，除了歐洲南部常見到機車之外，可明顯發現亞洲國家就占五成以上，特別是位於熱帶與亞熱帶地區的路上一定能看見機車的蹤影。這點和各國的經濟變遷發展以及氣候帶有極大的關聯因素。
由於大多數的亞洲國家是在短時間內發生經濟與所得水平的快速變遷或變化，摩托車較汽車來得便宜而導致了社會民間普遍使用摩托車的情況。小排量摩托车是印度、中国和印度尼西亚等国家最常见的机动车辆。

### 摩托車文化
少部分使用摩托車，群聚在街道競速者，又稱為飆車族。他們為了追求速度感，常違法改造摩托車，或是拆除消音器來製造噪音。但更多的是機車的一般愛好者、研究者及假日出遊車隊，不可等同而論。一些摩托車手之間會展開社交活動，他們還會將摩托車視為自己身份的象征。

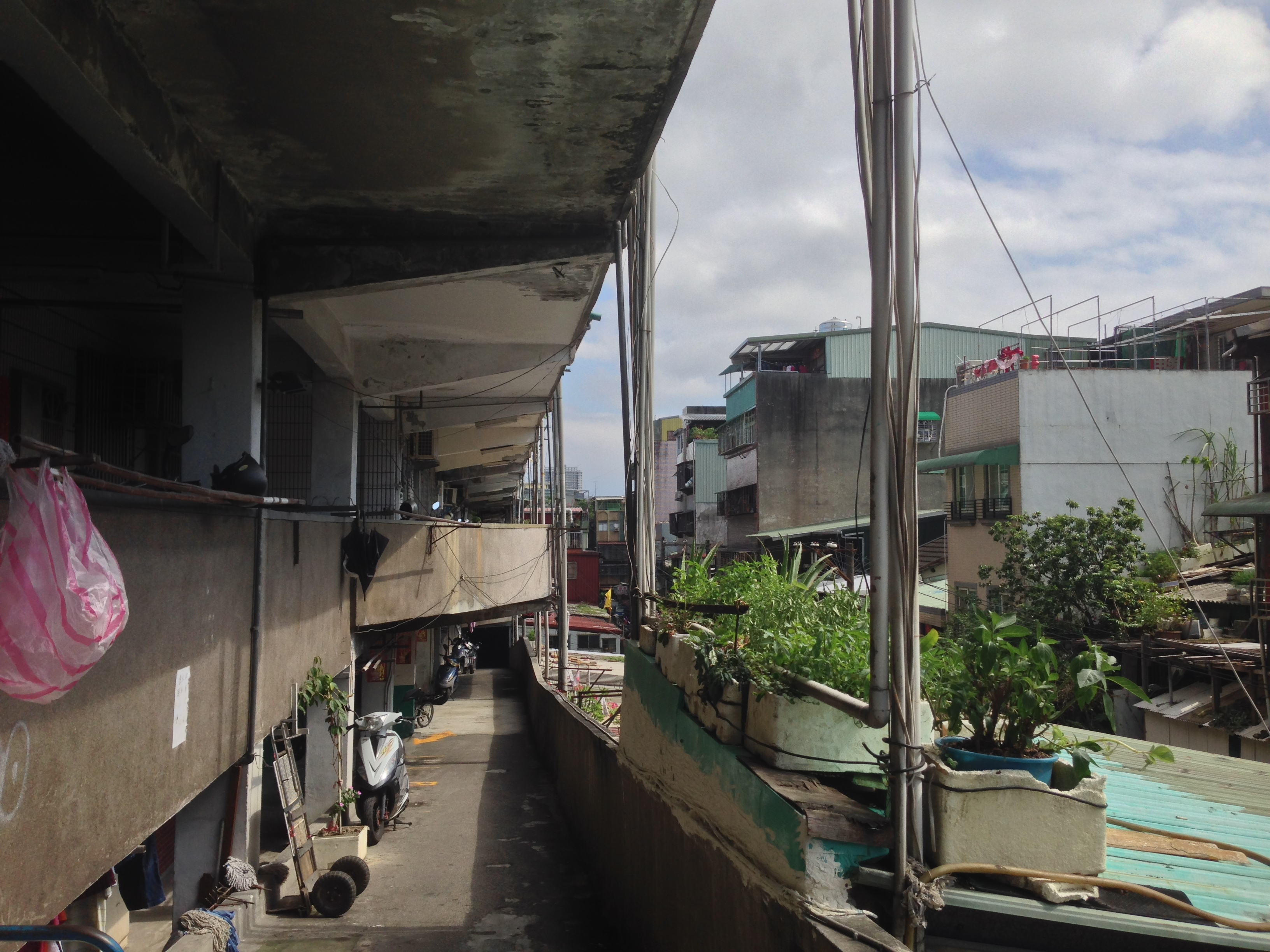
臺灣新北市三重區福樂公寓機車道，讓住戶可以騎機車上下公寓。

### 安全問題
與一般轎車比較，摩托車缺乏車廂的保護，安全性較低，因此常被戲稱為「肉包鐵」或「皮包鐵」。相對地，轎車則被稱為「鐵包肉」或「鐵包皮」。在美國實際統計數字支持，摩托車的意外死亡率比一般汽車為高。但據統計資料顯示，機車的事故與傷亡，有很大一部分是由汽車造成。
因機車車身較小、重量輕、引擎負荷較低，相對使引擎溫度更容易控制下、NOx等因高溫生成的汙高汙染廢氣成分較低，但較低的使用成本，容易導致使用者忽略保養而造成汙染控制系統失效而造成汙染。
2004年起，台灣修改環保法規，提高機車排氣標準，二行程引擎摩托車雖然經過更精進的設計與製造、例如噴射化，仍可通過四期甚至五期的環保標準、但政策方向傾向於停售二行程機車，台灣目前已無二行程新車得以購買、但外銷業務方面仍持續供應二行程機車。
2017年，KTM機車發表新一代噴射二行程引擎，獨家開發TPI（Transfer Port Injection）噴射系統專利，包括了新的節氣門以及EMS（Engine Management System）引擎管理系統，透過新的ECU（Electronic Control Unit）來控制，並且擁有多個傳感器讓電腦達到完美的點火以及噴射供油，讓整輛車保有二行程獨特的魅力，但也可以符合現代的環保法規。將搭載於新發表的越野用機車上，符合歐盟機車第四期環保法規。

### 禁摩
由于种种原因（例如交通安全、环境污染与市容市貌考虑），中国大陆的部分城市于1985年开始实施禁止摩托车上路的地方性法规（中国大陆俗称禁摩）。截至2020年12月，中国大陆约有190个地级市及直辖市实施禁摩政策。
但在通行效率逐年降低的今天，解除禁摩的呼声愈发高涨。

## 环境影响
摩托车和踏板车低燃油消耗吸引了美国的环保人士和受到燃油价格上涨影响的人们的兴趣。
Piaggio Group Americas以"Vespanomics"网站和平台的推出支持了这一兴趣，声称每英里的碳排放比普通汽车低0.4磅（113克/公里），减少65%，燃油经济性更好。
然而，摩托车的排气排放物中可能含有比同一年份的乘用车或SUV车辆的排气排放物多10到20倍的氮氧化物（NOx）、一氧化碳和未燃烧碳氢化合物。
这是因为许多摩托车没有催化转化器，而且摩托车的排放标准比其他车辆更宽松。尽管自1975年以来，大多数汽油动力汽车和卡车在美国都安装了催化转化器，但在摩托车上安装催化转化器可能存在安装和热量困难。
美国环境保护局对所有车辆和公路摩托车（包括踏板车）进行的2007年认证结果报告中，被测试的12,327辆车的平均认证排放水平为0.734。被测试的3,863辆摩托车的平均“氮氧化物+一氧化碳使用寿命末期排放量”为0.8531。54%的测试的2007年款摩托车配备了催化转化器。